# KV4
KV4 (Kings' Valley 4) è la sigla che identifica una delle tombe della Valle dei Re in Egitto; era la sepoltura del faraone Ramses XI (XX dinastia).
Accessibile e conosciuta fin dall'antichità, la tomba KV4 venne in antico occupata come dimora e stalla da comunità copte e non attrasse mai particolarmente i ricercatori archeologici; venne per la prima volta svuotata nel 1979 da John Romer per conto del Brooklyn Museum. È probabile che si tratti dell'ultima tomba scavata nella Valle dei Re che in seguito non venne più usata come necropoli reale.
Tra le possibili cause dell'abbandono i continui saccheggi cui le tombe erano sottoposte uniti all'instabilità politica che contraddistinse la fine della XX dinastia.
La tomba, verosimilmente, non accolse mai il corpo del sovrano (di cui non si conosce il luogo di sepoltura) e i soli frammenti di decorazione rimasti si trovano all'inizio del primo corridoio. Altri frammenti di suppellettili funerarie, relative a sepolture della XXII dinastia, dimostrerebbero un riuso, e un recente studio svolto da Romer indicherebbe un utilizzo, durante la XXI dinastia, sotto Pinedjem I, come laboratorio di restauro di mummie regali prima del loro trasferimento in luogo più sicuro. Al suo interno sono stati infatti rinvenuti frammenti provenienti dalla KV20 di Hatshepsut, KV34 di Thutmosi III e dalla KV38 di Thutmosi I. Pinedjem I aggiunse il suo cartiglio alla decorazione parietale, ma non venne qui sepolto.